# Epidendrum ilense
Epidendrum ilense Dodson, 1977, è una pianta della famiglia delle Orchidacee endemica dell'Ecuador.

## Descrizione
È un'orchidea di dimensioni medie che cresce epifita sugli alberi della foresta umida tropicale,  occasionalmente terricola (geofita). E. ilense presenta steli alti e snelli, avvolti basalmente da guaine tubolari, che portano diverse paia di foglie distiche, amplessicauli, di forma ellittica.
La fioritura può avvenire in qualsiasi momento dell'anno, mediante un'infiorescenza terminale, racemosa, pendente,  lunga 30 centimetri, che porta da 3 a 7 fiori che si aprono contemporaneamente. I fiori sono grandi mediamente 3-4 centimetri, dolcemente profumati, con petali e sepali  di colore verde variegato di marroncino e un labello bianco bilobato, veramente appariscente, con la frangia formata dalle frastagliature del margine.

## Distribuzione e habitat
La specie è endemica dell'Ecuador, in particolare della parte centrale e occidentale,  dove cresce epifita oppure terricola (geofita) nella foresta tropicale, in clima caldo e molto umido, da 250 a 700 metri di quota.

## Coltivazione
Questa pianta ha necessità di poca luce, molta acqua e temperatura alte per tutto l'anno, in particolare durante la fioritura. Dopo è raccomandabile non asportare le infiorescenze sfiorite, ma ancora fresche perché possono rifiorire l'anno successivo.